# Róslavl
Róslavl - Рoславль (rus) - és una ciutat de l'óblast de Smolensk, a Rússia. És una ciutat mercant, a la intersecció d'una línia ferroviària i d'un camí.

## Història
La ciutat fou fundada pel príncep de Smolensk Rostislav Mstislàvitx el 1137, però caigué sota dominació lituana el 1408 i fou finalment incorporada a Rússia pel tsar Aleix I el 1654.

## Geografia

### Clima
| Paràmetres climàtics mitjans de Róslavl | Paràmetres climàtics mitjans de Róslavl | Paràmetres climàtics mitjans de Róslavl | Paràmetres climàtics mitjans de Róslavl | Paràmetres climàtics mitjans de Róslavl | Paràmetres climàtics mitjans de Róslavl | Paràmetres climàtics mitjans de Róslavl | Paràmetres climàtics mitjans de Róslavl | Paràmetres climàtics mitjans de Róslavl | Paràmetres climàtics mitjans de Róslavl | Paràmetres climàtics mitjans de Róslavl | Paràmetres climàtics mitjans de Róslavl | Paràmetres climàtics mitjans de Róslavl | Paràmetres climàtics mitjans de Róslavl |
| Mes                                     | Gen.                                    | Feb.                                    | Mar.                                    | Abr.                                    | Mai.                                    | Jun.                                    | Jul.                                    | Ago.                                    | Set.                                    | Oct.                                    | Nov.                                    | Des.                                    | Anual                                   |
| --------------------------------------- | --------------------------------------- | --------------------------------------- | --------------------------------------- | --------------------------------------- | --------------------------------------- | --------------------------------------- | --------------------------------------- | --------------------------------------- | --------------------------------------- | --------------------------------------- | --------------------------------------- | --------------------------------------- | --------------------------------------- |
| Temperatura màxima registrada °C (°F)   | 8,5 (47,3)                              | 9,4 (48,9)                              | 18,3 (64,9)                             | 28,7 (83,7)                             | 31,0 (87,8)                             | 31,4 (88,5)                             | 36,4 (97,5)                             | 37,3 (99,1)                             | 29,4 (84,9)                             | 25,9 (78,6)                             | 15,2 (59,4)                             | 10,1 (50,2)                             | 37,3 (99,1)                             |
| Temperatura mínima registrada °C (°F)   | −36,6 (−33,9)                           | −32,3 (−26,1)                           | −26,9 (−16,4)                           | −7,4 (18,7)                             | −4,9 (23,2)                             | −0,1 (31,8)                             | 5,0 (41)                                | 1,8 (35,2)                              | −4,0 (24,8)                             | −12,6 (9,3)                             | −23,3 (−9,9)                            | −27,9 (−18,2)                           | −36,6 (−33,9)                           |
| Temperatura diària màxima °C (°F)       | −4,0 (24,8)                             | −3,3 (26,1)                             | 2,7 (36,9)                              | 11,7 (53,1)                             | 18,5 (65,3)                             | 21,5 (70,7)                             | 23,7 (74,7)                             | 22,3 (72,1)                             | 16,5 (61,7)                             | 9,5 (49,1)                              | 1,7 (35,1)                              | −2,3 (27,9)                             | 9,9 (49,8)                              |
| Temperatura diària mínima °C (°F)       | −9,7 (14,5)                             | −10,0 (14)                              | −5,1 (22,8)                             | 2,2 (36)                                | 7,8 (46)                                | 11,3 (52,3)                             | 13,3 (55,9)                             | 11,9 (53,4)                             | 6,9 (44,4)                              | 1,9 (35,4)                              | −2,7 (27,1)                             | −7,2 (19)                               | 1,7 (35,1)                              |
| Font: meteolabs.ru: Рославль            |                                         |                                         |                                         |                                         |                                         |                                         |                                         |                                         |                                         |                                         |                                         |                                         |                                         |

## Galeria d'imatges

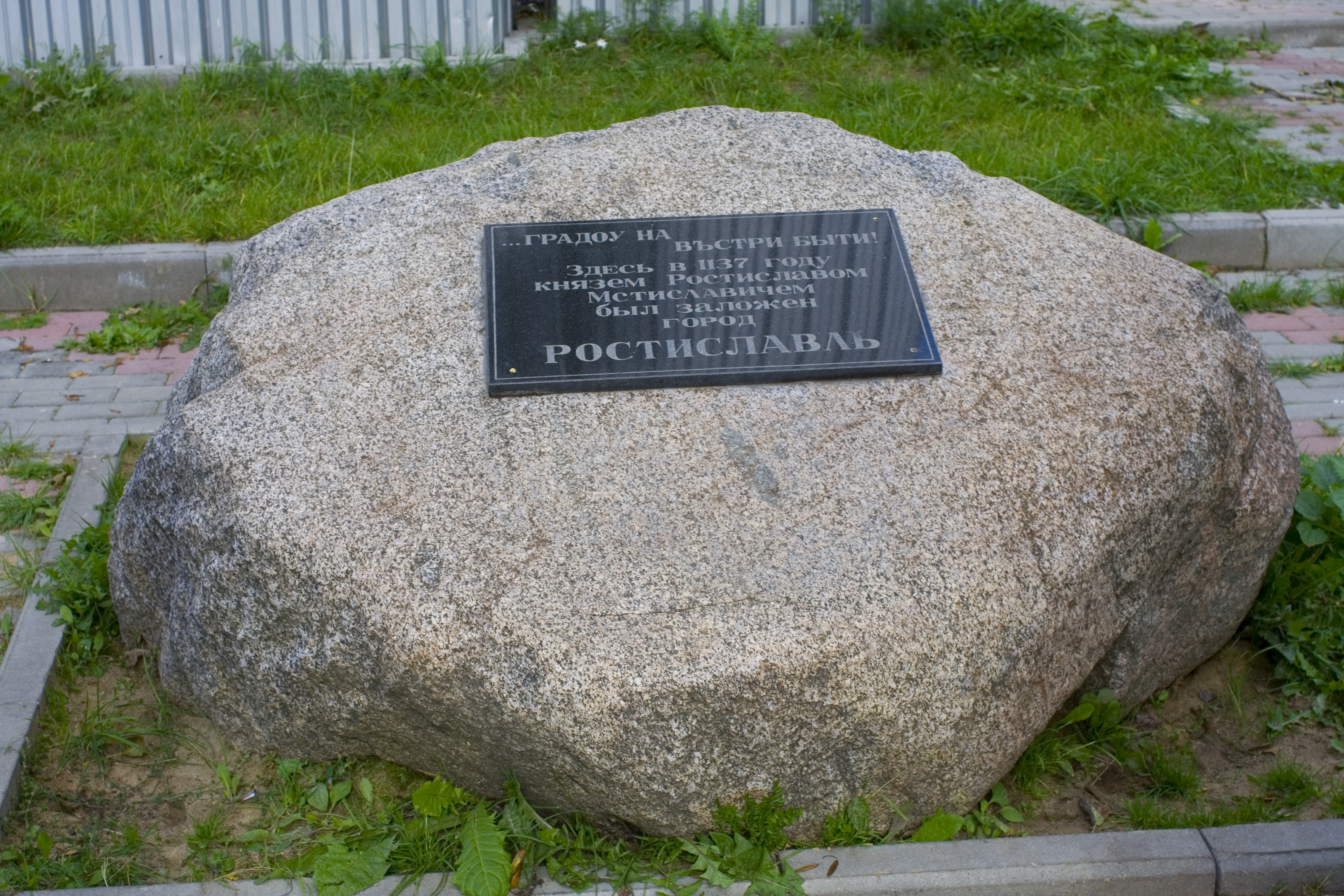
Pedra commemorativa de la fundació de la vila.
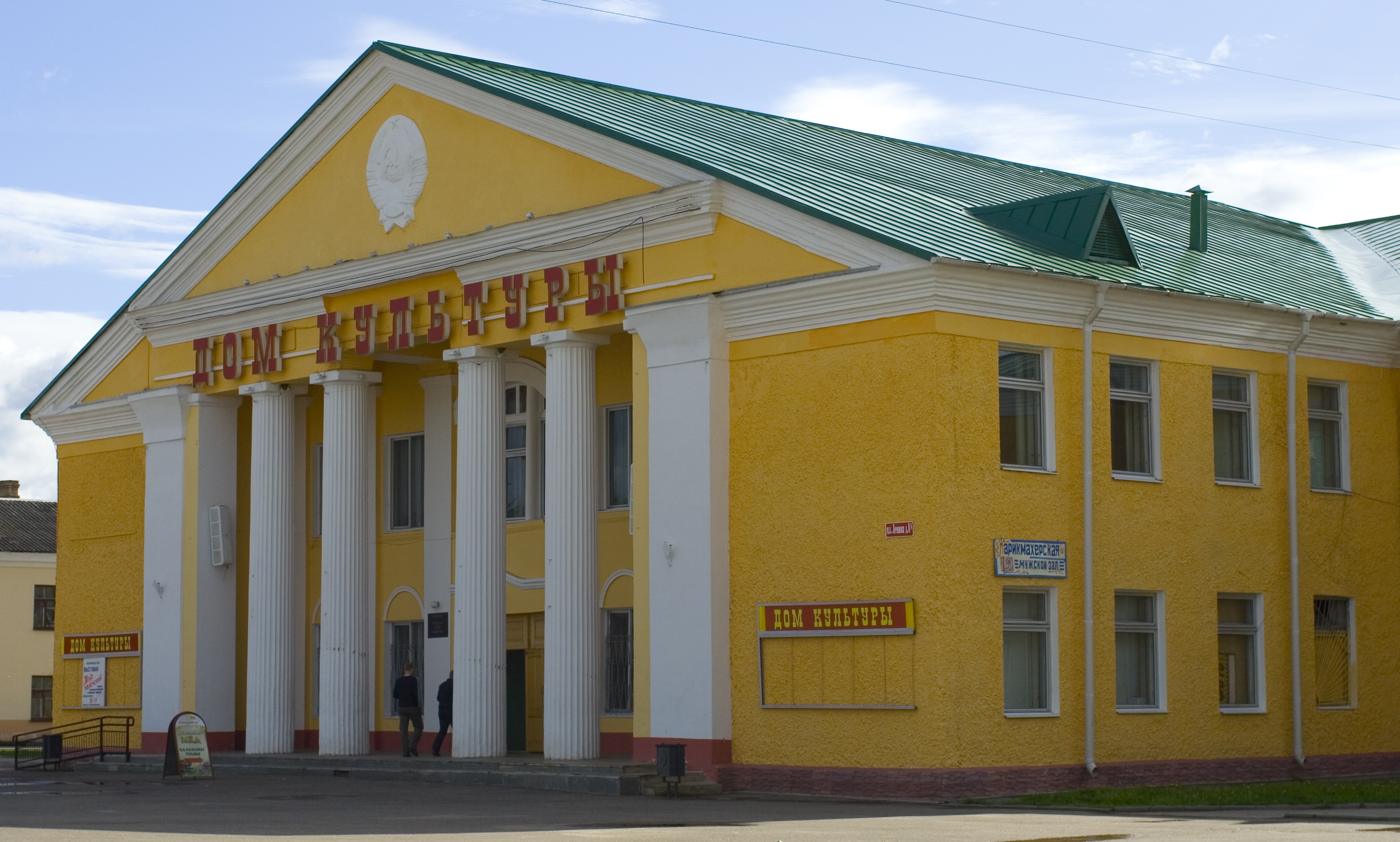
Casa municipal de cultura.
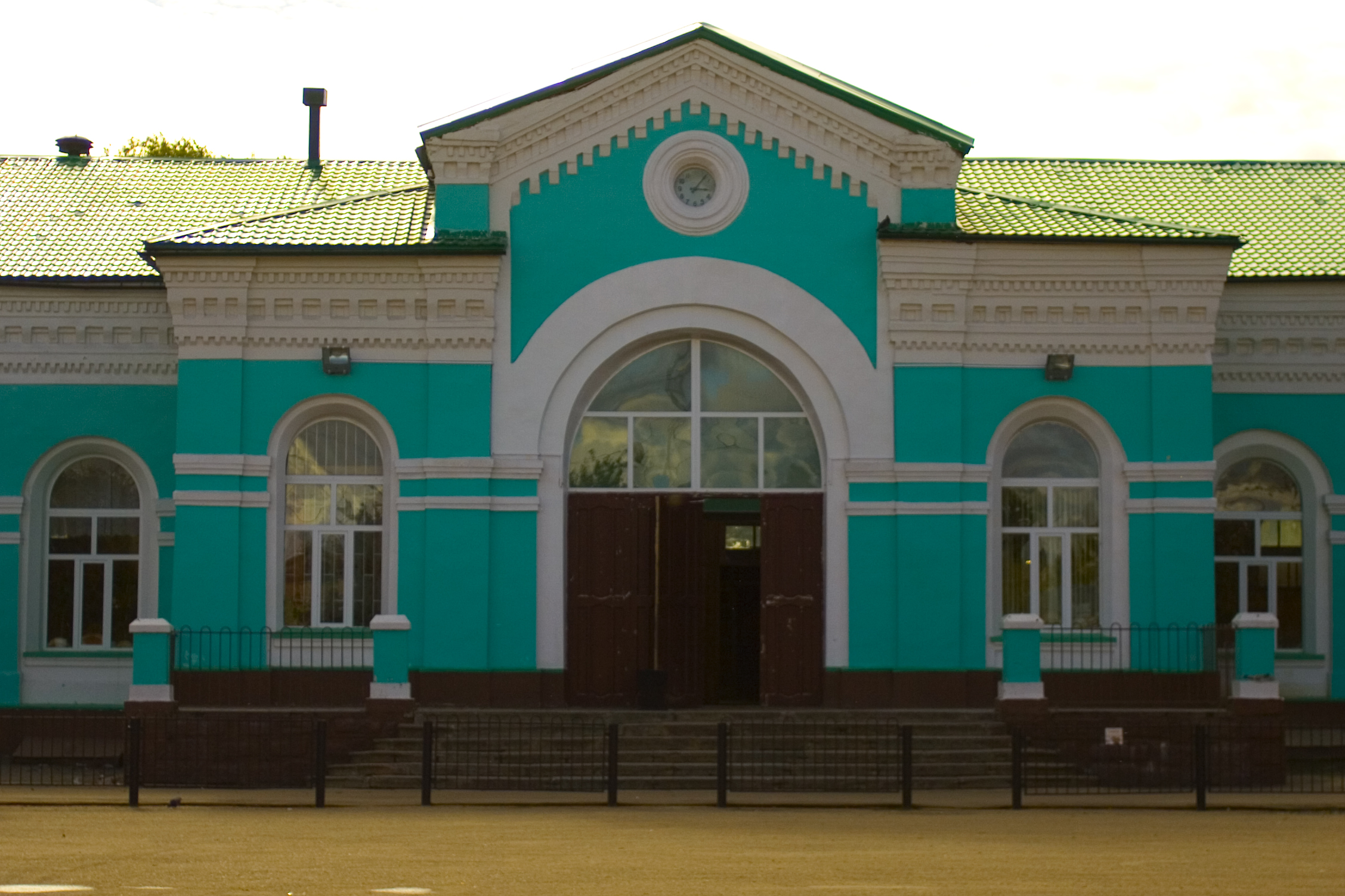
Estació de tren de Róslavl.